# Борзов, Иван Иванович
Ива́н Ива́нович Борзо́в (8 [21] октября 1915, деревня Старое Ворово Егорьевского уезда Рязанской губернии, ныне деревня Ворово в составе Сельского поселения Дмитровское Шатурского района Московской области — 4 июня 1974, Москва) — советский лётчик морской торпедоносной авиации в годы Великой Отечественной войны и военачальник, маршал авиации (1972), Герой Советского Союза (22.07.1944), с мая 1962 года до конца жизни — командующий авиацией Военно-Морского флота СССР.

## Биография
В Москве окончил школу-семилетку, фабрично-заводское училище, работал на стройке. Окончил Московский авиационный техникум, одновременно занимался в аэроклубе Осоавиахима.

### Военная служба до Великой Отечественной войны
На военную службу призван по спецнабору Осоавиахима в Рабоче-Крестьянский Красный Флот в августе 1935 года. Окончил Ейскую военную школу морских лётчиков и лётчиков — наблюдателей ВВС РККА имени И. В. Сталина в 1936 году. С ноября 1936 года служил в ВВС Черноморского флота: старшина-лётчик, с декабря 1937 года — старший лётчик 43-й скоростной бомбардировочной эскадрильи ВВС флота. С марта 1939 года служил в ВВС Тихоокеанского флота: старший лётчик 4-го минно-торпедного авиационного полка.
В конце 1939 года с группой лётчиков флота был срочно переброшен на Балтику и участвовал в советско-финской войне. Совершил 25 боевых вылетов, награждён орденом. После завершения боевых действий оставлен на Балтике и в мае 1940 года зачислен командиром звена в 1-й минно-торпедный авиационный полк ВВС Балтийского флота.

### Великая Отечественная война
В боях Великой Отечественной войны с июня 1941 года. Тогда же назначен заместителем командира эскадрильи 1-го минно-торпедного авиационного полка ВВС Балтийского флота. Сразу выделился мужеством. В июле 1941 года привёл на свой аэродром горящую машину и посадил её, получив тяжелые ожоги. Но в августе 1941 года совершил дисциплинарный проступок: с целью показать командованию умение пилотировать истребитель, самовольно поднял в воздух И-16, находившийся в авиаремонтных мастерских, и выполнял фигуры высшего пилотажа. Бак оказался почти пустым, и самолёт вскоре после взлёта упал с малой высоты на землю. За этот проступок 13 сентября 1941 года был осуждён военным трибуналом Ленинградского военно-морского гарнизона к 10 годам лишения свободы с отсрочкой наказания до конца войны «за нарушение воинской дисциплины, повлекшее аварию самолёта». Продолжал воевать, только был понижен в должности. Через несколько дней, 18 сентября 1941 года был сбит над вражеской территорией при бомбёжке одной из станций. Выпрыгнул с парашютом, через три дня вывел через линию фронта к своим свой экипаж и группу попавших в окружение красноармейцев (за эти дни его уже успели внести в списки погибших). Через несколько дней снова назначен заместителем командира эскадрильи в 57-м штурмовом авиационном полку ВВС флота. Большинство своих боевых вылетов в 1941—1942 годах произвёл, как и другие лётчики флотской авиации, не против военно-морских сил врага, а против его сухопутных войск, что было связано с крайне неблагоприятной ситуацией на фронте.
С апреля 1942 года — вновь в своём «родном» 1-м минно-торпедном полку, которому за массовый героизм личного состава и высокие боевые результаты 18 января 1942 года было присвоено гвардейское наименование и он стал именоваться 1-м гвардейским минно-торпедным авиационным полком. Сразу назначен командиром эскадрильи. С января 1943 года — инспектор по технике пилотирования 8-й авиационной бригады ВВС флота, с августа 1943 года — инспектор-лётчик 1-го гвардейского минно-торпедного полка. В сентябре 1943 года был назначен командиром этого полка. С весны 1943 года ВВС флота вернулись к нанесению ударов по морским коммуникациям и базам врага. Отличился в прорыве блокады Ленинграда и в Ленинградско-Новгородской операции.
Отличался мужеством и высоким воинским мастерством. К июлю 1944 года совершил 147 боевых вылетов, потопил сторожевой корабль и два транспорта противника. 
За эти подвиги ему было присвоено звание Героя Советского Союза указом Президиума Верховного Совета СССР от 22 июля 1944 года. 
Одним из первых освоил на Балтике новые тактические приемы — удары ночью по «лунной дорожке», наведение по бортовым локационным станциям. Всего за войну потопил 2 корабля и 5 транспортов врага водоизмещением 36000 тонн, в их числе самый крупный потопленный вражеский транспорт на Балтике водоизмещением 15000 тонн. Полк за период командования им И. Борзова потопил 83 транспорта, 1 миноносец, 4 подводные лодки, 4 танкера, 3 тральщика, 3 сторожевых корабля.
Командовал полком до января 1945 года, когда был отозван с фронта и назначен помощником начальника 4-го Николаевского военно-морского авиационного училища по лётной подготовке. Член ВКП(б) с 1942 года.

### После войны

Могила Борзова на Новодевичьем кладбище

После войны был направлен на учёбу в Военно-морскую академию, которую с отличием окончил в 1948 году. С ноября 1948 года — на преподавательской работе там же. С июня 1949 года — командир 3-й минно-торпедной авиационной дивизии 5-го ВМФ СССР на Тихом океане. С декабря 1951 года начальник штаба — заместитель (с октября 1952 — первый заместитель) командующего ВВС 5-го ВМФ (один из двух существовавших тогда советских флотов на Тихом океане с главной базой во Владивостоке). С мая 1953 года — командующий ВВС Северного флота. С августа 1954 года — начальник Центральных лётно-тактических курсов усовершенствования офицерского состава авиации ВМФ. С ноября 1955 года — командующий ВВС 4-го ВМФ (Балтийское море). С января 1956 года — командующий ВВС Балтийского флота. С декабря 1957 года — первый заместитель командующего, с декабря 1960 года — заместитель командующего, а с мая 1962 года до конца жизни — командующий авиацией Военно-Морского флота СССР.
Скончался 4 июня 1974 года на 59-м году жизни. Похоронен на Новодевичьем кладбище.

## Семья
- Жена — Клавдия Парфентьевна Борзова — профессиональная певица, была организатором художественной самодеятельности, руководила женсоветом, почти 30 лет работала музыкальным редактором Москонцерта и более 25 лет возглавляла партийную организацию. Похоронена Клавдия Парфентьевна (1915–2008) вместе с мужем.[5][6]
- Сын Иван Иванович Борзов (род. 1949) — окончил Московскую Государственную художественно-промышленную Академию им. С. Г. Строганова. Работал в Московской Епархиальной иконописной мастерской и в поисковой группе «Братство св. Георгия» с 1985 года.
- Сын Юрий Иванович Борзов (1953 — 2024) — художник и архитектор, был ударником первого состава группы «Машина времени» (1969—1972), одноклассник Андрея Макаревича, получил премию на международном конкурсе «Образ моста будущего», проходившем в Японии в 1988 году[7]. Занимался поисковой деятельностью, перезахоронением солдат ВОВ, в поисковой группе «Братство святого Георгия» с 1985 года[8].
- Дочь — Полина (род. 1944, Ленинград)
- Дочь — Надежда (род. 1959)

## Воинские звания
- Генерал-майор авиации — 27 января 1951 года;
- Генерал-лейтенант авиации — 18 февраля 1958 года;
- Генерал-полковник авиации — 16 июня 1965 года;
- Маршал авиации — 16 декабря 1972 года.

## Награды
- Медаль «Золотая Звезда» Героя Советского Союза, указ от 22 июля 1944 года
- Два ордена Ленина (22.07.1944, 28.04.1963);
- Шесть орденов Красного Знамени (21.04.1940, 16.12.1941, 14.10.1943, 17.01.1944, 30.12.1956, 31.10.1967);
- Орден Ушакова 2-й степени (22.09.1944);
- Орден Отечественной войны 2-й степени (14.01.1943);
- Два ордена Красной Звезды (15.11.1950, 21.10.1965);
- Медаль «За боевые заслуги» (06.11.1945);
- Медаль «За оборону Ленинграда» (1943);
- Ряд других медалей СССР;
- Крест Храбрых (Польша, 19.12.1968)[9];
- Орден «За боевые заслуги» (Монголия, 6.07.1971)[10].
- Медаль «50 лет Монгольской Народной Армии» (Монголия, 1971)
- Медаль «За укрепление дружбы по оружию» в золоте (ЧССР)

## Память
- Памятник открыт в городе Шатура Московской области в 2007 году
- 1-й гвардейский Краснознамённый Клайпедский авиационный полк ВВС Балтийского флота носил имя И. И. Борзова до своего расформирования в 1998 году. В 2019 году полк восстановлен под наименованием 4-й гвардейский Новгородско-Клайпедский Краснознамённый смешанный авиаполк имени маршала авиации И. И. Борзова в составе ВВС Балтийского флота, базируется в Калининградской области и имеет на вооружении фронтовые бомбардировщики Су-24 и истребители-бомбардировщики Су-30СМ[11]

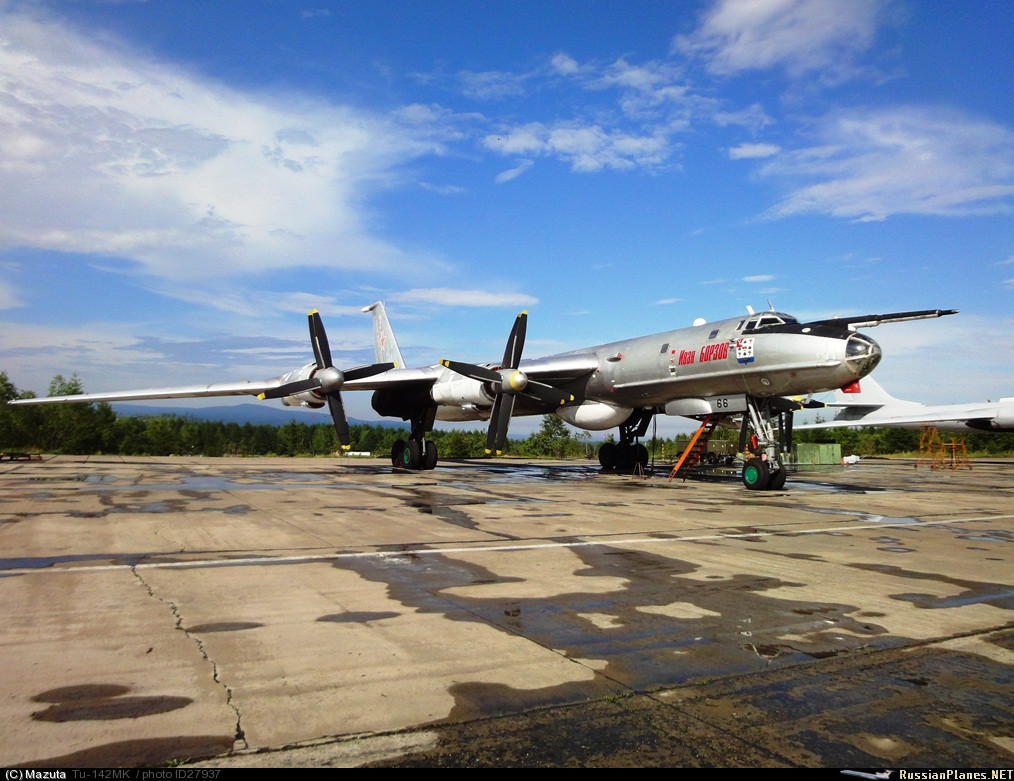
Ту-142МК № 66 «Иван Борзов»

- Имя присвоено улице в Калининграде
- Имя присвоено проспекту (пр. Маршала Борзова) в городе Шатура Московской области
- Имя присвоено гидросамолёту Бе-200 [[МЧС России]
- Имя присвоено самолёту Ту-142МК 17.10.2008 г. Авиабазы Кипелово[12]
- В СССР имя было присвоено рыболовному траулеру
- В 2009 г. в селе Середниково (Шатурский район) Московской области его имя присвоено общеобразовательной школе (организован школьный музей с экспозицией Героя)
- Памятник в селе Шарапово Шатурского района Московской области (2008 г.)
- Мемориальная доска установлена в 1996 году в Москве на бывшем здании штаба авиации ВМФ[13]
- Памятная стела с именем Героя установлена на Аллее Героев в городе Шатура Московской области (2008 г.)
- Звание «Почётный гражданин Шатурского района» (присвоено посмертно в 2002 г.)[14]
- Увековечен на мемориале Победы в Великой Отечественной войне, Вечный огонь и Стелы с фамилиями рязанцев - Героев Советского Союза, России и Полных кавалеров ордена Славы - г.Рязань
- Памятная стела  с фамилиями егорьевцев — Героев Советского Союза  установлена на Аллее Героев в г. Егорьевск.